# Candyman (film, 2021)
Candyman är en amerikansk-kanadensisk skräckfilm/slasherfilm från 2021 i regi av Nia DaCosta, från ett manus skrivet av henne, Jordan Peele, och Win Rosenfeld. Filmen är den fjärde filmen i Candyman-serien, och fungerar som en direkt uppföljare till originalfilmen Candyman från 1992. I rollerna syns bland annat Yahya Abdul-Mateen II, Teyonah Parris, Nathan Stewart-Jarrett, Colman Domingo, Vanessa Williams, Virginia Madsen, och Tony Todd.
Filmen, som spelades in i Chicago under år 2019, skulle egentligen ha haft biopremiär i juni 2020, men blev uppskjuten, i och med oroligheterna kring Covid-19-pandemin. Den hade istället biopremiär den 27 augusti 2021, både i Sverige och i USA.

## Handling
Filmens handling kretsar mestadels kring Chicagobon Anthony McCoy, som efter att ha hört historien om den mytomspunne mördaren Candyman, blir helt besatt av dess legend, och börjar sakta men säkert att förvandlas till den nya Candyman.

## Rollista (i urval)
| Yahya Abdul-Mateen II  | – Anthony McCoy / Candyman      |
| Teyonah Parris         | – Brianna "Bri" Cartwright      |
| Colman Domingo         | – William "Billy" Burke         |
| Nathan Stewart-Jarrett | – Troy Cartwright               |
| Kyle Kaminsky          | – Grady Greenburg               |
| Vanessa Williams       | – Anne-Marie McCoy              |
| Rebecca Spence         | – Finley Stephens               |
| Brian King             | – Clive Privler                 |
| Miriam Moss            | – Jerrica Cooper                |
| Michael Hargrove       | – Sherman Fields / Candyman     |
| Carl Clemons-Hopkins   | – Jameson                       |
| Christina Clark        | – Danielle Harrington           |
| Heidi Grace Engerman   | – Haley Gulick                  |
| Breanna Lind           | – Annika                        |
| Torrey Hanson          | – Jack Hyde                     |
| Cedric Mays            | – Gil Cartwright                |
| Pam Jones              | – Devlin Sharpe                 |
| Virginia Madsen        | – Helen Lyle (röst / arkivbild) |
| Tony Todd              | – Daniel Robitaille / Candyman  |